# Torre de don Fadrique (Albaida del Aljarafe)
La Torre de Don Fadrique de Albaida del Aljarafe fue construida en 1253 por el infante Fadrique de Castilla, que fue hijo de Fernando III de Castilla y de Beatriz de Suabia y hermano, por tanto, de Alfonso X de Castilla según consta en una piedra labrada de la propia torre, en la que se puede leer en caracteres góticos: 

"EL INFANTE DON FREDERIC MANDO FAZER ESTA TORRE."

También es llamada Torre Mocha por lo escaso de sus atributos arquitectónicos, al carecer de barbacanas y pretiles, siendo totalmente plana su cubierta.
La huella de su planta es de forma rectangular y la determinaron por las dimensiones de unidades de la vara castellana: 10 × 12; (8,359 m × 10,03 m). Está comunicada con el centro de la villa mediante una red de galerías subterráneas las cuales, hoy día, están totalmente destruidas o abandonadas. La torre está situada en el mismo cerro donde también se ubica el municipio y desde el que se domina toda la llanura hasta Aznalcóllar y Gerena, y por donde discurre el río Guadiamar.